# Apache Flume
Apache Flume es un servicio distribuido, fiable, y altamente disponible para recopilar, agregar, y mover eficientemente grandes cantidades de datos. Tiene una arquitectura sencilla y flexible basada en flujos de datos en streaming. Es robusto y tolerante de fallos, con mecanismos de fiabilidad configurables y muchos mecanismos de conmutación por error (failover) y recuperación. Utiliza un modelo de datos sencillo y extensible que permite la creación de aplicaciones analíticas en línea.